# Texas (Queensland)

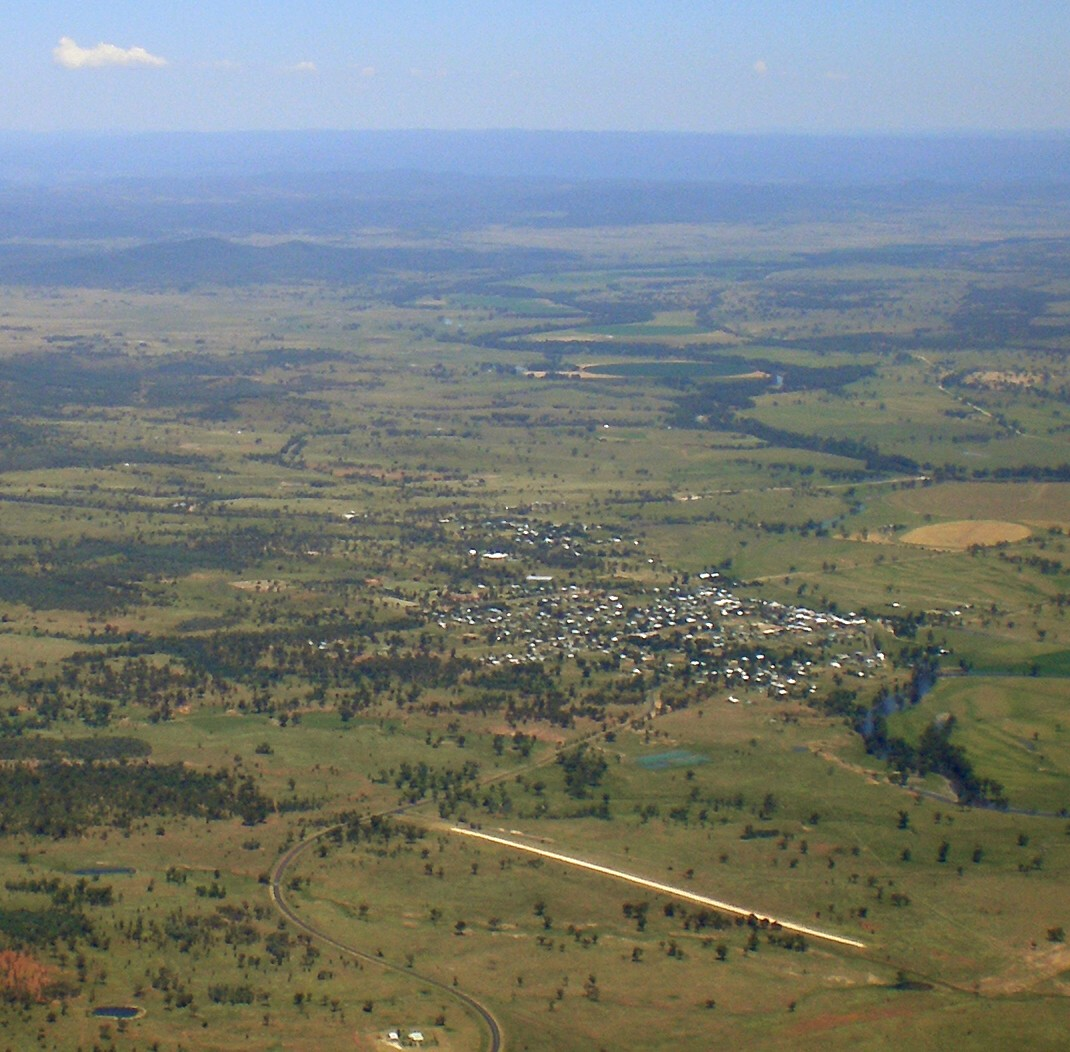
Luftbild von Texas (2010). Blickrichtung Süden

Texas ist eine Kleinstadt im Südosten des australischen Bundesstaates Queensland. Sie liegt nur 2 km nördlich der Grenze zu New South Wales am Dumaresq River, 166 km südwestlich von Brisbane und 56 km südwestlich von Warwick. Texas gehört zur Local Government Area Goondiwindi Region und hatte bei der Volkszählung 2021 eine Einwohnerzahl von 707.

## Geschichte
Auf dem Gebiet des heutigen Texas lebte der Aboriginesstamm der Bigambul seit Tausenden von Jahren, bevor in den 1840er-Jahren die europäischen Siedler kamen.
Der Name der Stadt geht nach allgemeinem Dafürhalten auf Landstreitigkeiten zurück. Das Land wurde zuerst von den Gebrüdern McDougall besiedelt, die aber ihr Land auf einmal besetzt fanden, als sie von den Goldfeldern zurückkehrten. Als ihr Anspruch auf das Land schließlich anerkannt wurde, benannten sie ihren Grund nach dem deutlich bekannteren Streit zwischen den USA und Mexiko über das Territorium Texas.
Im November 1930 wurde Texas durch die Texas-Eisenbahnlinie mit Inglewood, 56 km nördlich an der South-West-Eisenbahnlinie, verbunden. 1994 wurde diese Eisenbahnstrecke aufgelassen.
Bis etwa 1980 war der Tabakanbau ein bedeutender Wirtschaftszweig in der Gegend. Viele italienischstämmige Familien betrieben Tabakpflanzungen.

## Wirtschaft
Landwirtschaft ist der heute dominierende Wirtschaftszweig in und um Texas. Es gibt aber auch eine Silbermine.

## Verkehr
5 km südwestlich von Texas, in New South Wales, verläuft der Bruxner Highway (Australian Route 44) von Ballina nach Boggabilla, südlich von Goondiwindi.

## Bildung
In Texas gibt es eine weithin anerkannte staatliche Schule, die ‘’Texas State School’’, auf der Schüler von der Vorschule bis zur 10. Jahrgangsstufe unterrichtet werden.

## Medien
In Texas sind die Zeitungen Warwick Daily News aus Warwick und Border Post aus Stanthorpe erhältlich.
Der öffentlich-rechtliche Radiosender Ten FM ist auf UKW 89,7 MHz zu empfangen.

## Country-Music
Nach einem Besuch in der Kleinstadt Texas 2002 und einem Autounfall in der Nähe erwähnte der US-amerikanische Country- und Rockabillysänger Jason Lee Wilson in einem seiner Lieder TX, QLD, Australia. Das Lied findet sich auf dem Debütalbum Music to Haul By der Cumberland Runners von 2004.
Lee Keranghan erwähnte die Stadt ebenfalls in seinem Lied Texas, Qld 4385, das 2005 ein Hit wurde und im selben Jahr auf dem Album Electric Rodeo veröffentlicht wurde.

## Bekannte Einwohner
- Travis Burns, Rugbyspieler
- Peter Hitchener, Sprecher der Nine News in Melbourne
- James Blundell, Countrysänger, verbrachte geraume Zeit in der Gegend und sein erstes Album enthält ein Lied namens Texas